# Olga Fomina

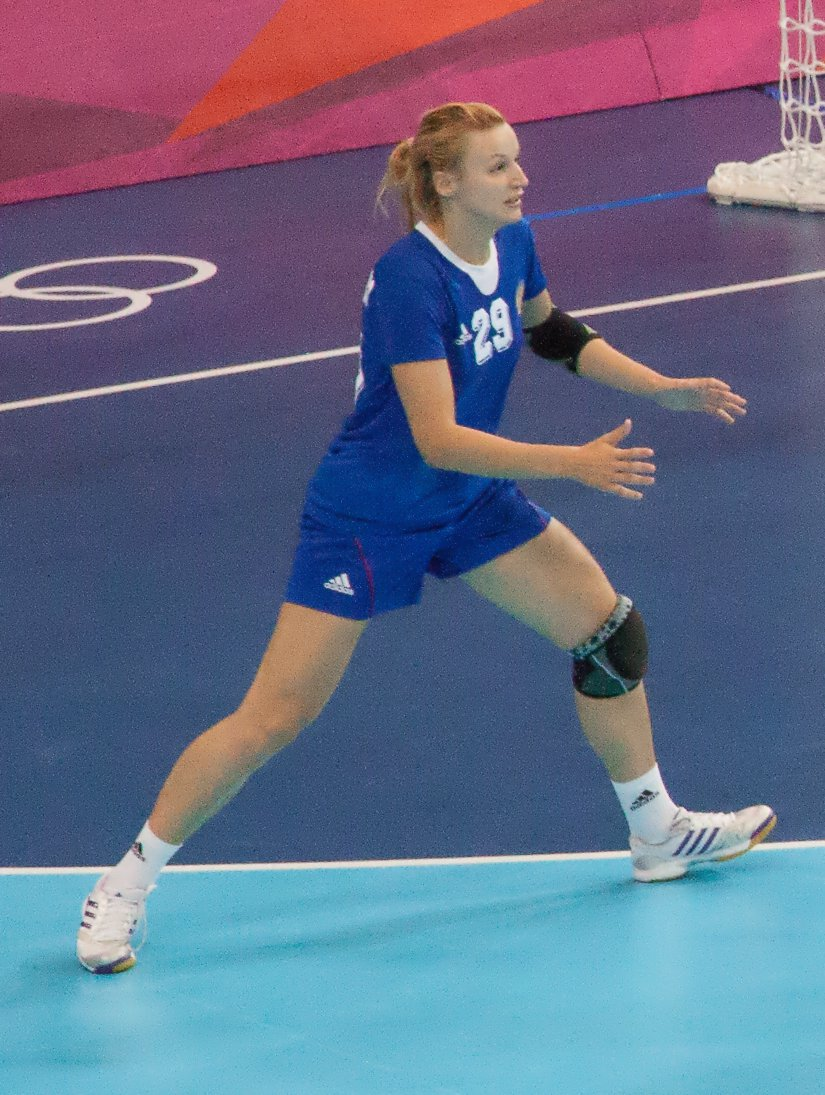
Olgs Fomina em 2012.

Olga Igorevna Fomina (russo:  Ольга Игоревна Фомина; IPA: [ˈolʲɡə fəmʲɪˈna]; 17 de abril de 1989) é uma handebolista profissional russa, medalhista olímpica.

## Carreira
Fomina conquistou a medalha de prata com a equipe do Comitê Olímpico Russo nos Jogos Olímpicos de Verão de 2020 em Tóquio, após confronto contra a Seleção Francesa de Handebol Feminino na final.